# Мусагеница (станция метро)
Мусагеница — станция Софийского метрополитена.

## История
Станция метро «Мусагеница» введена в эксплуатацию 8 мая 2009 года.

## Местоположение и архитектурное оформление
Станция полностью надземная, расположена на бул. «Андрей Сахаров», на существующем мосту.
Имеет один вестибюль, расположенный под станцией.
Станция имеет предварительно заложенную функциональную схему и размеры, которые обусловлены конструкцией моста и не могут быть изменены.
Станция представляет компактный по форме цилиндр эллипсовидного сечения, постепенно расширяющийся в центральной зоне коммуникаций.
Исполнена в нетрадиционном для станции метро стиле, чьи овальные объёмы, ажурная конструкция, свежие цветы и материалы создают эффект лёгкости. Динамика чередования плотных и прозрачных полей подчёркивает движение, а комбинация голубого и тёпло-жёлтого цвета в интерьере символизируют небо и солнце, воздух и свет.
С внешней стороны станция представляет прозрачный сине-зелёный тубус, обхваченный плотными серебристыми кольцами.
Покрыта поликарбонатом с ультрафиолетовой защитой и различной степенью прозрачности. Тубус обшит алюминиевым обковом с изоляцией, что предохраняет пассажиров от летней жары.
Станция является одной из немногих станций, на которой невозможна бесплатная пересадка с одной платформы на другую платформу (такими же станциями являются "Софийска Света Гора", "Надежда", "Обеля").
Надземная. С боковыми платформами. Длина платформы — 102 м.
Архитекторы: арх. Елена и арх. Фарид Пактиавал, инж., арх. Румяна Костадинова.

## Фотогалерея
- Мусагеница, внешний вид
- Мусагеница, внешний вид